# Royal Trux
Royal Trux es una banda de rock alternativa estadounidense que estuvo activa desde 1987 hasta 2001 y que se reunió posteriormente en 2015. Fue fundada por Neil Hagerty (voz, guitarra) y Jennifer Herrema (voz, moog, guitarra, melódica).

## Historia[1]
Siendo todavía un adolescente, Hagerty se unió a la banda de garage-punk de Washington D. C. Pussy Galore, dirigida por Jon Spencer, quien, posteriormente, se trasladaría a Nueva York. Durante su paso por este grupo Hagerty convenció a sus compañeros para grabar en formato casete una versión íntegra del abum de los Rolling Stones Exile on Main Street. Mientras su notoriedad en el mundo de la música underground iba en aumento gracias a su pertenencia a Pussy Galore, Hagerty no dejaba de ver esta como un trabajo y pretendía dar salida a su propia visión artística junto con su novia, Jennifer Herrema, bajo el nombre Royal Trux.
Hagerty y Herrema lanzaron su primer álbum, Royal Trux, en 1988. Tras su traslado a San Francisco, Royal Trux sacó el doble álbum experimental Twin Infinitives.
Tras Twin Infinitives en 1992 vio la luz un disco sin título (a veces denominado Skulls debido a la imagen que aparece en la cubierta del álbum). Dejando atrás la experimentación de Twin Infinitives, la banda opta por un sonido más lo-fi grabando en un 8-pistas. El lirismo atípico y la sonoridad atonal de sus primeros dos álbumes fueron en gran parte abandonados en favor de un sonido más crudo y directo.
Tras su álbum sin título, Hagerty y Herrema incorporaron a la formación al guitarrista Michael Kaiser y al baterista Ian Willers para completar su cuarto disco, Cats and Dogs. La composición de las canciones siguió la línea experimental de los discos anteriores, aunque con tintes algo más melódicos, tal y como se puede apreciar en temas como "The Flag," "The Spectre," y "Turn of the Century."  En esta época el grupo firmó contrato con la discográfica Matador y, aunque su grabación hasta tenía un número de catálogo asignado, el álbum correspondiente nunca vio la luz .
Tras el éxito de Nirvana en 1991 y el interés por la música alternativa que siguió a continuación por parte de las grandes productoras discográficas, Royal Trux firmó un contrato de un millón de dólares (aproximadamente) por la grabación de tres álbumes con el sello Virgin. Parte de este dinero fue destinado a la compra de una casa en Virginia y a convertir esta en estudio de grabación, donde la banda se grabaría tanto a sí misma como a otros grupos (como The Make-Up).  Según diversas entrevistas, en esta época la banda también se introdujo en el consumo de drogas (supuestamente se habrían gastado el dinero de un adelanto previo a un álbum en drogas y era vox populi su adicción a la heroína.) La banda endureció su sección rítmica con el fichaje de Dan Brown como bajista y el de Chris Pyle (hijo del baterista de Lynyrd Skynyrd Artimus Pyle) como responsable de la percusión. Pyle dejaría el grupo al poco tiempo, siendo reemplazado por Ken Nasta, un destacado baterista de Jacksonville exintegrante de Chain of Fools, The Fenwicks y muchos otros. También añadieron al percusionista Rob Armstrong durante un breve período de tiempo. En 1995 lanzaron Thank You, grabado casi íntegramente en estudio con el productor David Briggs. A continuación vino Sweet Sixteen. Mientras aumentaba la exposición mainstream del grupo, derivada de su contrato con Virgin (Herrema protagonizó varios anuncios de Calvin Klein entre 1995 y 2000), el sello no estaba contento con Sweet Sixteen. La banda estaba poco dispuesta a grabar un tercer álbum con Virgin, pero la oferta por parte de la discográfica de correr con todos los gastos los convenció para llevarlo a cabo. Tras esto, Royal Trux regresó con su sello Drag City.
Ya en Drag City, la banda lanzó Accelerator, basado en las grabaciones rechazadas que habrían constituido su tercer álbum para Virgin. A este le siguieron Veterans of Disorder en 1999, y Pound for Pound en 2000.
Royal Trux también lanzó el triple-#elepé Singles, Live, Unreleased, así como un par de EP y material en vídeo y para internet.
Hagerty y Herrema a menudo firmaron como Adam and Eve (en español, Adán y Eva) en su trabajo como productores. Se separaron como pareja y disolvieron la banda tras el lanzamiento de Pound for Pound. Desde entonces, ambos han grabado para Drag City; Hagerty bajo su propio nombre y como The Howling Hex, y Herrema bajo el nombre RTX.
En 2015 tuvieron lugar dos conciertos de reunión: uno el 16 de agosto de 2015 en la sala The Observatory en Santa Ana, California como parte del Berserktown festival y otro el 19 de diciembre en el Webster Hall en Nueva York.
Su cuarto concierto desde 2001 tuvo lugar en la sala Ace of Cups en Columbus, Ohio formando parte del Festival de Música Helter Swelter el 24 de septiembre de 2016. Su primer concierto en Reino Unido desde su retorno tuvo lugar en el Victoria Warehouse de Mánchester para TRANSFORMER el 28 de mayo de 2017.
En 2017 publicaron el álbum en directo Platinum Tips + Ice Cream, el cual fue recibido de forma bastante positiva. Al comienzo de 2018 rompieron oficialmente con Drag City y firmaron con el sello indie de Misisipi Fat Possum Records.
El 1 de marzo de 2019 lanzan, tras 19 años, un álbum de estudio, el White Stuff con el sello Fat Possum Records.
Durante una entrevista en el diario británico The Guardian en marzo de 2019 Hagerty anunció que dejaba la banda, declarando "no estoy girando. Ella se impuso pasándome por encima, hombre. No soy ... Solo estoy haciendo esto como un favor a Fat Possum. El álbum @– No lo aprobé. No tengo ni idea de qué es. He escuchado como unos 10 segundos de una canción. Estoy fuera, hombre." En respuesta, Herrema declaró: "Él ha hecho esto en cada gira. Siempre aparece, siempre hace las giras."
El 30 de abril de 2019, tras un aplazamiento previo debido a problemas legales no especificados por parte de Herrema, la gira promocional prevista para White Stuff se canceló definitivamente.

## Discografía

### Álbumes de estudio
- Royal Trux (Royal, 1988; 2018 reeditado por Fat Possum en 2018)
- Twin Infinitives (Drag City, 1990; 2018 reeditado por Fat Possum en 2018)
- Untitled (Drag City/Domino, 1992; 2018 reeditado por Fat Possum en 2018)
- Cats and Dogs (Drag City/Domino, 1993; reeditado por Fat Possum en 2018)
- Thank You (Virgin/EMI, 1995)
- Sweet Sixteen (Virgin/EMI, 1997)
- Accelerator (Drag City/Domino, 1998; reeditado por Fat Possum en 2018)
- Veterans of Disorder (Drag City/Domino, 1999; reeditado por Fat Possum en 2018)
- Pound for Pound (Drag City/Domino, 2000; reeditado por Fat Possum en 2018)
- Hand of Glory (grabado en 1989, lanzado por Drag City/Domino en 2002; reeditado por Fat Possum en 2018)
- White Stuff (Fat Possum, 2019)

### Recopilaciones
- Singles, Live, Unreleased (Drag City/Domino, 1997)
- Platinum Tips + Ice Cream (Drag City/Domino, 2017)

### Sencillos y EP
- Back To School B/W Cleveland (Drag City, 1993)
- 3-Song EP (Drag City/Domino, 1998; reeditado por Fat Possum en 2018)
- Radio Video (Drag City/Domino, 2000; reeditado por Fat Possum en 2018)